# Carlo Airoldi
Carlo Airoldi, född 21 september 1869 i Origgio, Italien, död 18 juni 1929 i Milano, Italien, var en italiensk maratonlöpare, berömd för att ha gått till fots från Milano till Aten för att vara med i 1896 års olympiska spel.

## Biografi

### Livet innan OS
Airoldi föddes i Origgio, i närheten av Saronno, i en jordbrukarfamilj. Han började delta i idrottstävlingar i Varese-distriktet (det första belagda tillfället skedde i Gorla) och sedermera vid nationella och internationella tävlingar varvid han besegrade sin store rival vid den här tiden, Louis Ortègue från Marseilles. 1892 vann Airoldi loppet Lecco–Milano, liksom i Milano–Turin därpå.  Väldigt snabbt blev han känd och var en av sin tids främsta maratonlöpare. Hans största succé var segern i Milano–Barcelona (september 1895), ett lopp i tolv etapper på sammanlagt 1 050 kilometer; 2 000 pesetas fick han för det.

### Olympiska spelen

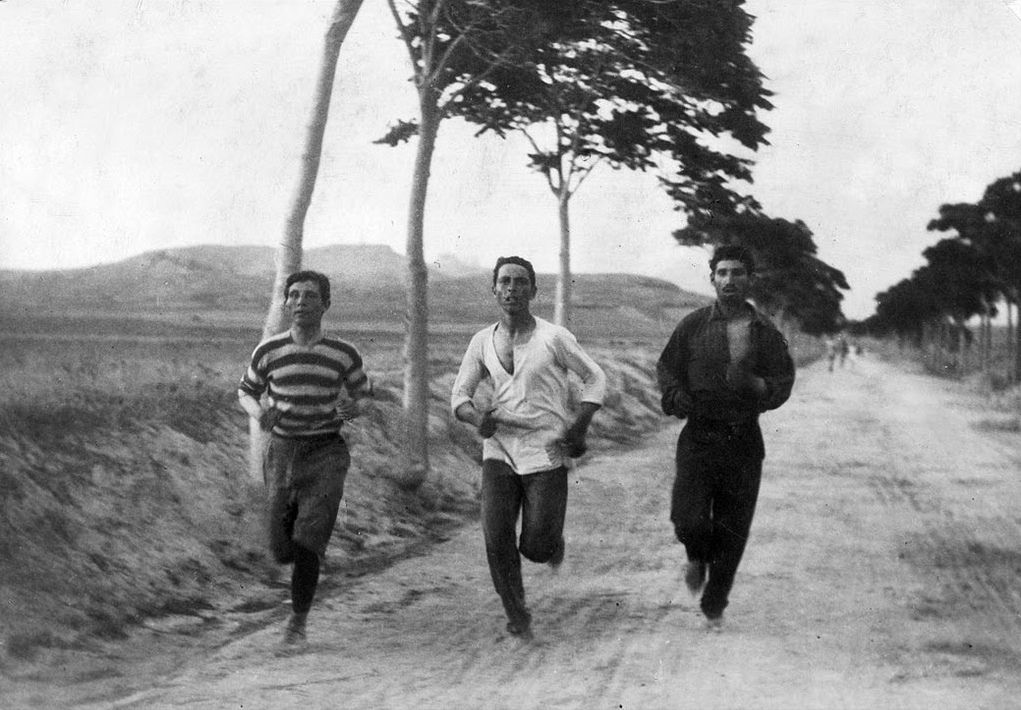
Maratonlöpare vid OS 1896

Airoldi ville delta i de olympiska spelen 1896 i Aten, vilken han hade goda chanser att segra i. Emellertid behövde han pengar för att kunna ta sig till den grekiska huvudstaden. Han vädjade om pengar hos chefen för en på den tiden känd tidskrift, La Bicicletta; Airoldi sade sig kunna resa billigt. Han skulle färdas till fots genom Österrike, Turkiet och Grekland – en äventyrlig resa med en takt på 70 kilometer per dag för att kunna vara i Aten i tid. Tidningen skulle dokumentera resans alla skeenden och bistå Airoldi med nödvändiga upplysningar.
Tidningen antog erbjudandet och färden kunde börja. Sträckan mellan Milano och Split, genom Trieste och Fiume, förlöpte bekymmersfritt. Airoldi hade tänkt att gå längs med Kroatiens kust för att sedan passera genom Kotor och Korfu. Olyckligtvis ramlade han innan han kommit till Dubrovnik och skadade sin hand så att han var tvungen att tillbringa två dygn i ett tält. Enär han blev avrådd från att korsa Albanien till fots, steg han ombord på ett österrikiskt fartyg som förde honom till Patras, varifrån han fortsatte vandringen till Aten längs järnvägarna, eftersom det inte fanns några vägar. 

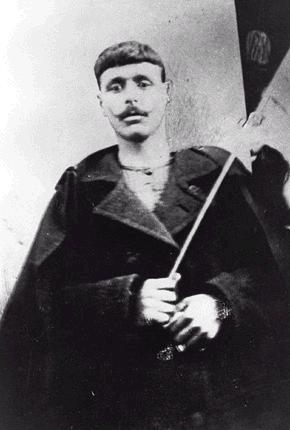
Spyridon Louis

Efter den 28 dygn långa färden kunde Airoldi oturligt nog inte vara med i maratonloppet. När han gick till det kungliga slottet för att anmäla sig till spelen blev han utfrågad av Olympiska kommitténs ordförande. Denne ansåg att pengarna Airoldi vunnit i Milano–Barcelona-tävlingen innebar att Airoldi var att betrakta som professionell idrottsman och därmed inte hade möjlighet att delta i tävlingarna. Från Italien skickade man telegram men förgäves: Airoldi tilläts inte tävla. I Italien fanns det en utbredd uppfattning om att arrangörerna inte tillät en stark motståndare delta i ett lopp som grekerna ville vinna. Airoldi accepterade aldrig beslutet och ville utmana Spyridon Louis, maratonloppets segrare, men det kom aldrig att genomföras.

### Efteråt
På hemvägen försökte Airoldi att slå Spiridon Louis rekord flera gånger utan att lyckas. Han fortsatte att löpa, huvudsakligen i Lombardiet och i Schweiz, där han gifte sig och hade arbete (han arbetade i Bern och Zürich). Till slut flyttade han till Sydamerika för att pröva lyckan där.